# Лілія
Лі́лія (Lilium) — рід багаторічних цибулинних рослин родини лілійних.

## Опис

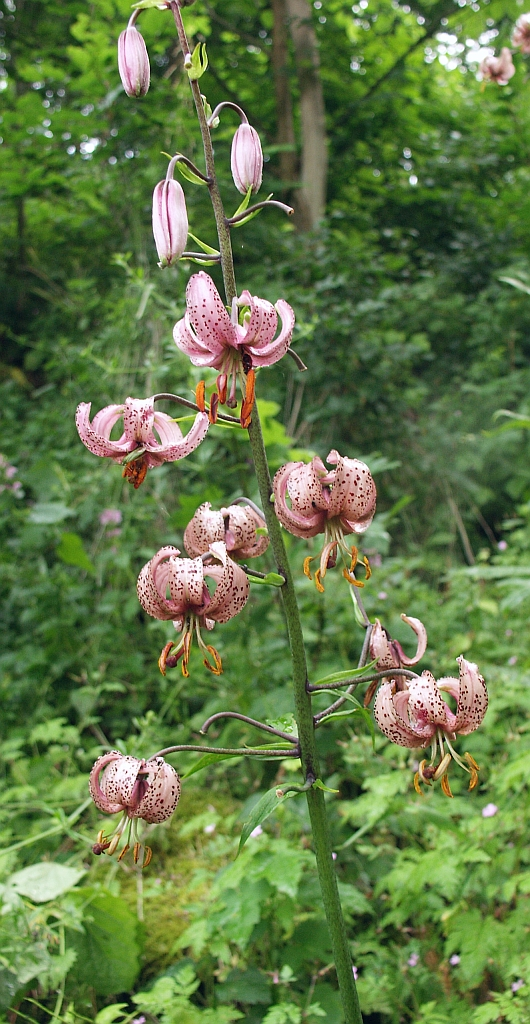
Лілія лісова або саранка

Лілії — багаторічні цибулинні трави. Стебло є безпосереднім продовженням цибулини, вкрите листям — з листками, які локалізуються в нижній частині. Листки — лінійні, лінійно-ланцетоподібні, овальні, чергові або розміщені кільцями. Квітки двостатеві, складаються з 6 пелюсток, зібраних у китиці, іноді одиночних. Плід — довгаста коробочка.

## Види
Налічується понад 100 видів лілій, розповсюджених переважно в Північній півкулі у Євразії — здебільшого в лісах, подеколи горах, рідше в долинах; окремі ендемічні види зустрічаються в горах Індії та на Філіппінах.
В Україні у дикорослому стані лише один вид — лілія лісова або саранка (Lilium martagon), росте у листяних і мішаних лісах.

## У культурі
Про цю вишукану і горду квітку складено безліч легенд і міфів. Образ лілії, цінується за витончену красу, широко використовувався в декоративному мистецтві давнини, а також в середньовічній містичній літературі і мистецтві. У Стародавній Греції біла лілія вважалася квіткою богині Гери, що виникли з крапель її молока. Римляни шанували білу лілію як квітка Юнони і символ надії.

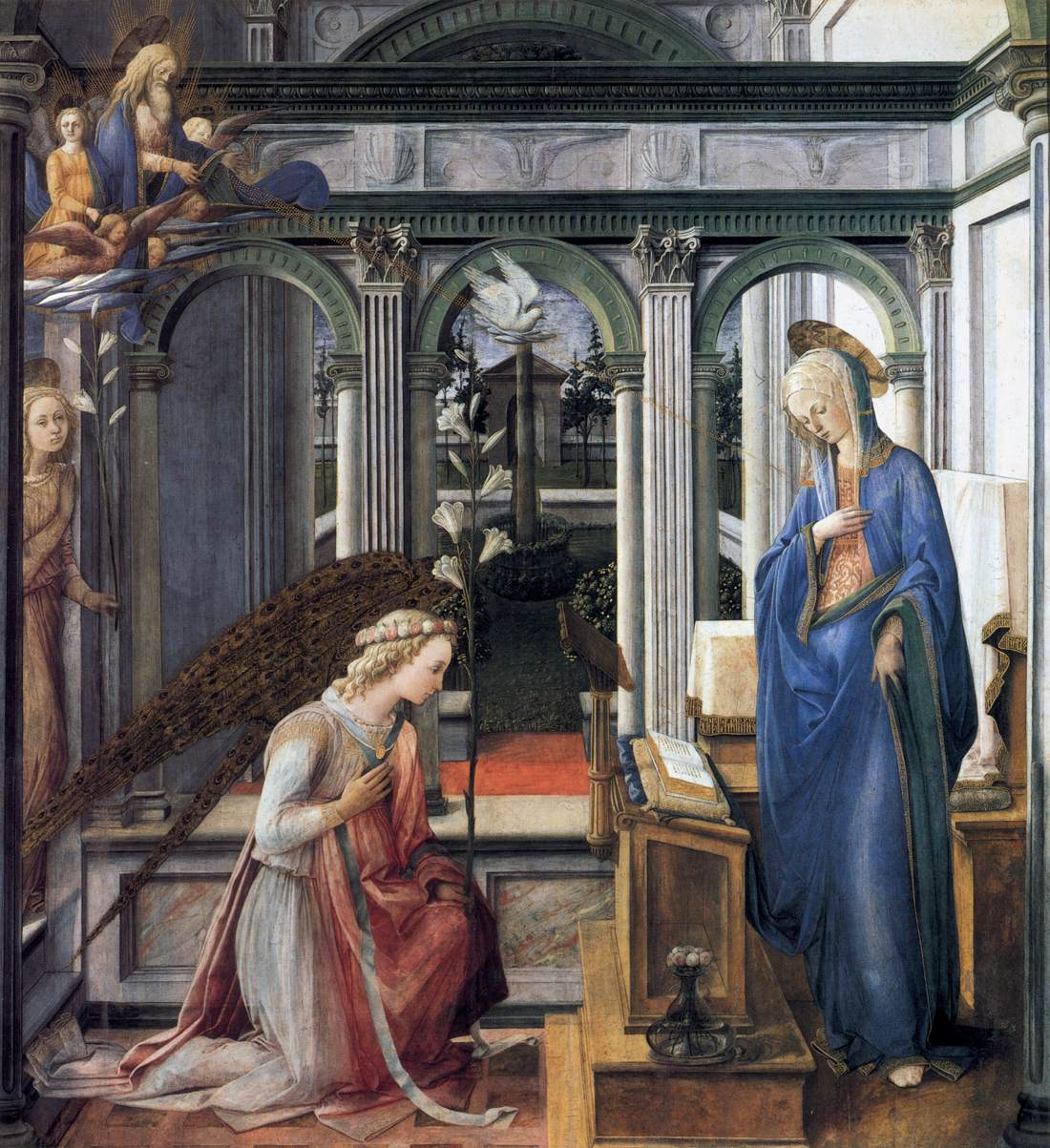
Біла лілія на картині Філіппі Ліппо «Благовіщення»

В християнстві лілія біла символізує чистоту і цнотливість, тому рослина традиційно зустрічається на мальованих зображеннях поруч з Богородицею і другими непорочними святими. Гілку лілій, починаючи з 3 доби Відродження, — безперечний елемент у сцені Благовіщення. Білу лілію бачимо на полотнах Да Вінчі, Боттічеллі, Росетті, Караваджо, Лоті та інших великих художників. Саме християнство сприяло поширенню цього виду в країнах Європи, оскільки наявність такої лілії було обов'язковим для середньовічних монастирських садів. Через Велику Британію і Нідерланди лілія білосніжна потрапила в країни Америки.
Як відомо, українські живописці добре орієнтувалися в європейських та східних напрямках сакрального і світського мистецтва, деякі з художників навчалися в Італії чи Німеччині. Саме звідти прийшла традиція зображати білу лілію поруч з Богоматір'ю. Проте, мабуть, сама рослина на очі живописців не траплялося, тому на іконах малювали що завгодно, тільки не лілію. Найчастіше це була звичайна гілка з біленькими квіточками.
Лілія здавна відома людині. Так, середземноморський вид лілії білої вирощується як декоративна, лікарська та ефірно-олійна рослина з часів Стародавнього Єгипту й Ассирії, тобто понад 3 тисяч років. З цією ж метою її культивували в Стародавній Греції, Візантії та Римі.
Білу лілію іноді називають лілією лікарською через наявність у пелюстках ефірних олій, які використовуються в гомеопатії, а в обмеженій кількості — в парфумерії. Крім того, цибулини містять слизові речовини, вітаміни і цукор, мають сечогінну, пом'якшувальну і знеболювальну дію.
З XV століття інші європейські види лілії та їх садові форми поступово заповнюють сади і квітники. У першу чергу це досить невибаглива лілія помаранчева і схожа на неї лілія цибулиноносна, а також досить стійка лілія лісова. Зображення цих квіток зустрічається на картинах художників того часу, але значно рідше лілії білої.
У країнах Східної Азії місцеві види лілії високо цінували і культивували з XIII століття або навіть раніше. У цих краях досі використовуються як овочеві та лікарські рослини лілії ланцетолиста, або тигрова, золотиста, Генрі, Брауна, а як декоративні — лілії японська, прекрасна, довжин-ноцветковая і червонувата. Сибіряки збирали цибулини місцевих видів з харчовою і лікарською метою.
Лілії Китаю, Японії й азійської частини Росії почали з'являтися в європейських садах, в першу чергу Англії і Бельгії наприкінці XVIII століття. Протягом ста років сюди завезли до 30 видів. Багато з них (лілія Генрі, тигрова, прекрасна, золотиста, карликова, Уіллмотт) вирощуються й досі або використовуються у гібридизації для отримання найкращих сортів.
Після відкриття Америки європейці познайомилися з цікавими і небаченими раніше ліліями. Ці незвичайні види (лілія леопардова, канадська, прекрасна) потрапляли в сади на своїй батьківщині й вивозилися в Європу, насамперед в Англію, Францію, Німеччину. Деякі з них збереглися дотепер в садовій культурі в незміненому вигляді.
З жалем доводиться констатувати, що привезені лілії, особливо екзотичні та декоративні, виявилися досить примхливими і заражалися вірусами. Тому в 80-ті роки XIX століття інтерес до них помітно вщух. Відкриття та масове поширення в Європі та Америці початку XX століття зовсім нових китайських видів з великими білими квітками — лілії королівської і Сарженти, що вирізнялися стійкістю, відродили інтерес до лілій і дали новий поштовх селекції.
Тривалий час у квітникарстві панували лілія довгоквіткова і тайванська з білими квітками, а також різноманітніші за забарвленням форми лілій прекрасної і золотистої. З початком активної роботи з гібридизації в першій половині XX століття лілії поступово витісняються сортами, що виникли на їх основі.
Квітникарі-любителі і професіонали, які займаються ліліями, у багатьох країнах об'єднуються в спеціалізовані суспільства для обміну інформацією і посадковим матеріалом, а також для реєстрації та складання списків культивованих лілій. Зараз у світі зареєстровано 49 товариств любителів лілій в 13 країнах. Найвідомішим вважається Підкомітет з лілій при Королівському садівничому товаристві (Lily Committee of the Royal Horticultural Society) у Великій Британії, який видає найповніший список зареєстрованих сортів. У СРСР Всесоюзна організація любителів лілій (ВОЛЛ) виникла в 1989 році.
У багатьох країнах світу лілія була і залишається незмінним атрибутом садівничої культури і широко використовується в озелененні. Видові лілії рекомендуються для так званих «диких садочків», які імітують куточки дикої природи.

## Галерея

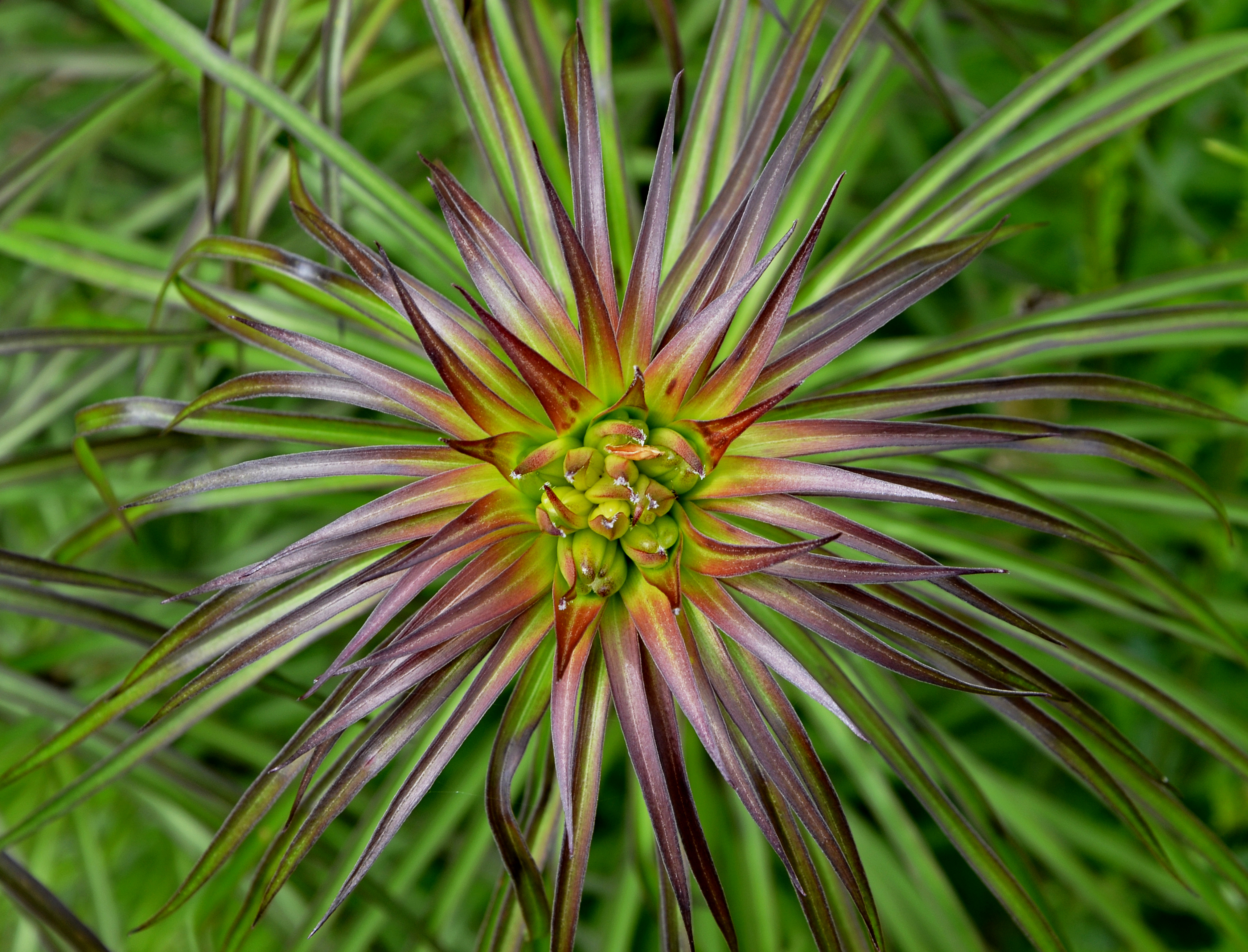
Лілія королівська (Lilium regale)
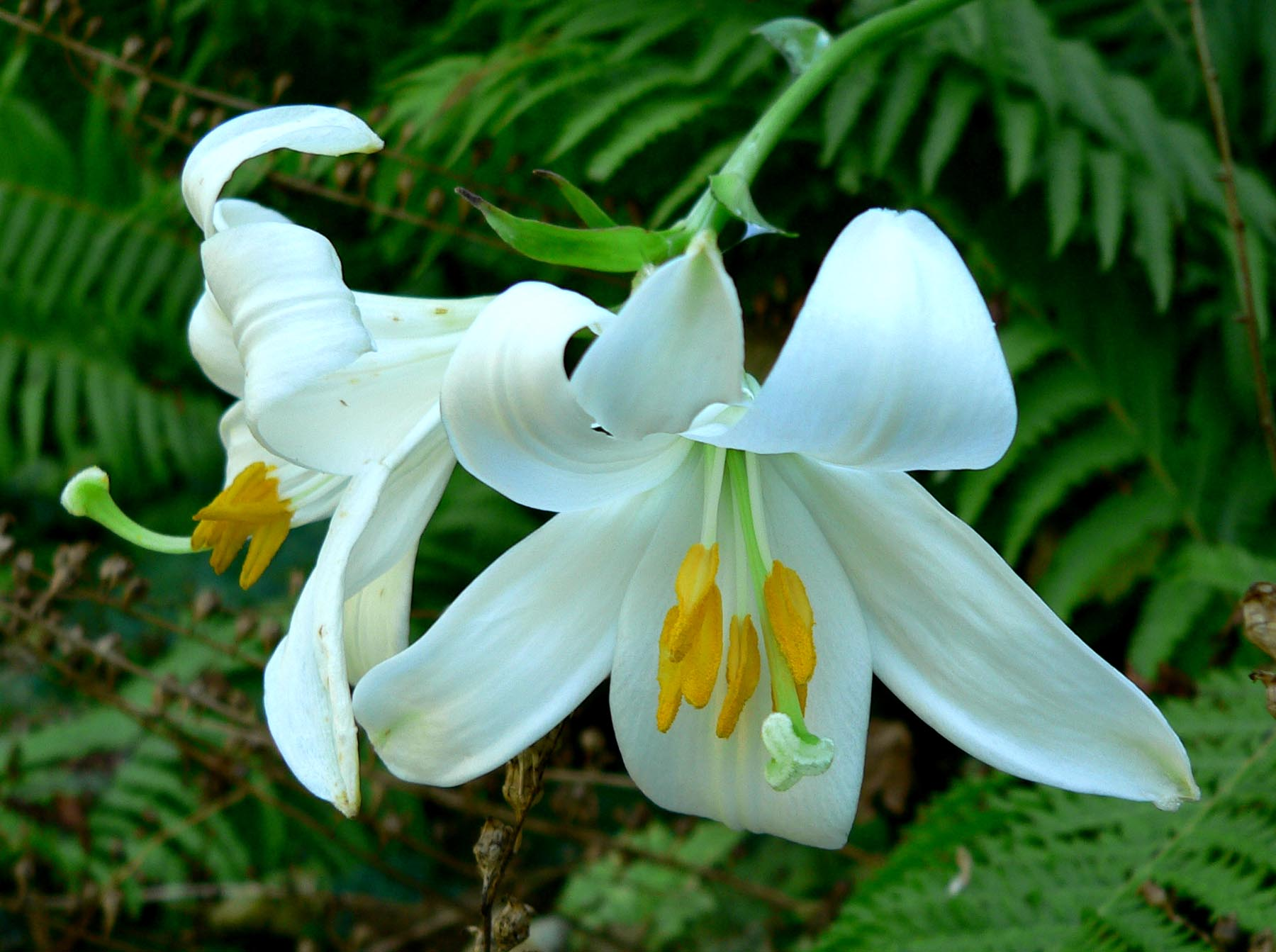
Лілія біла (Lilium candidum)
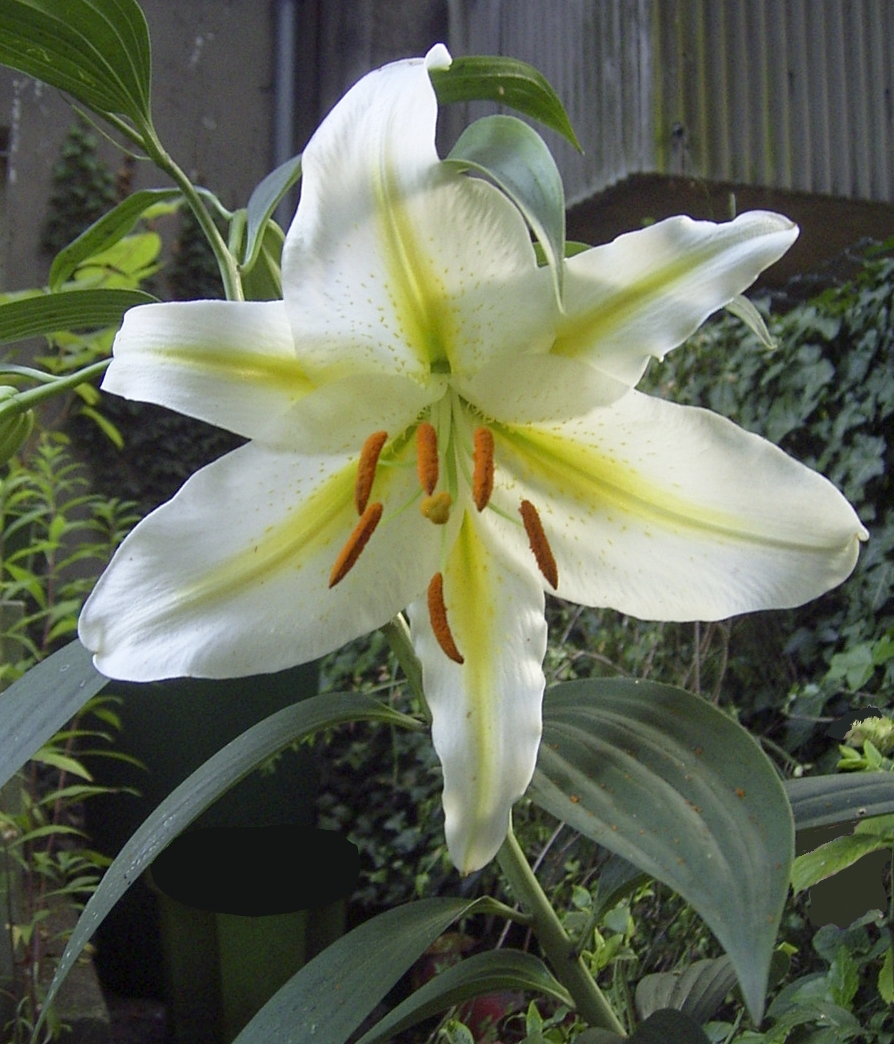
Лілія золотава (Lilium auratum)
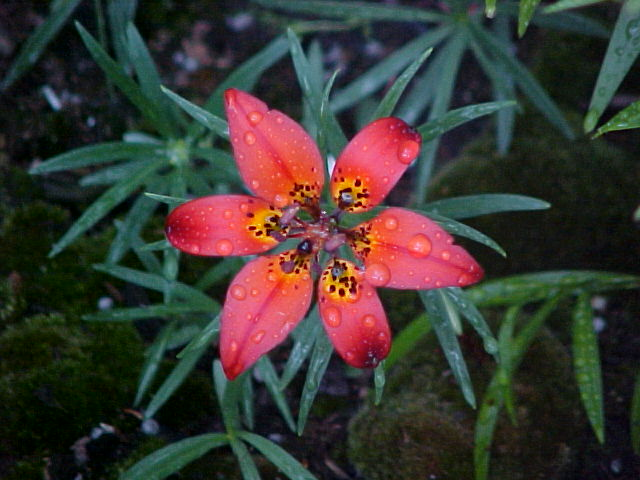
Лілія філадельфійська (Lilium philadelphicum)
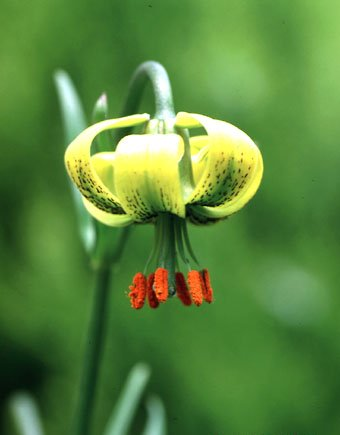
Лілія піренейська (Lilium pyrenaicum)
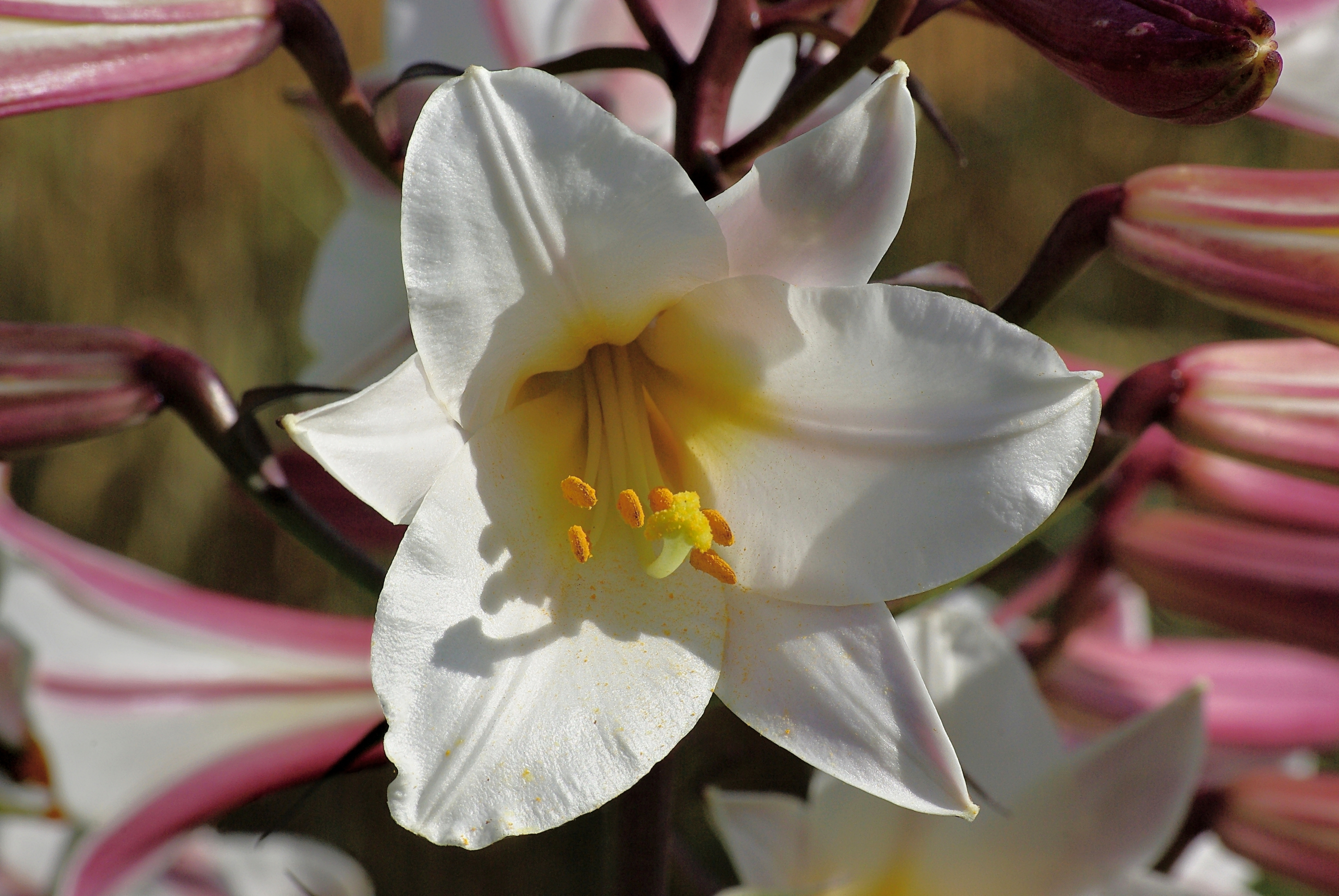
Лілія королівська (Lilium regale)
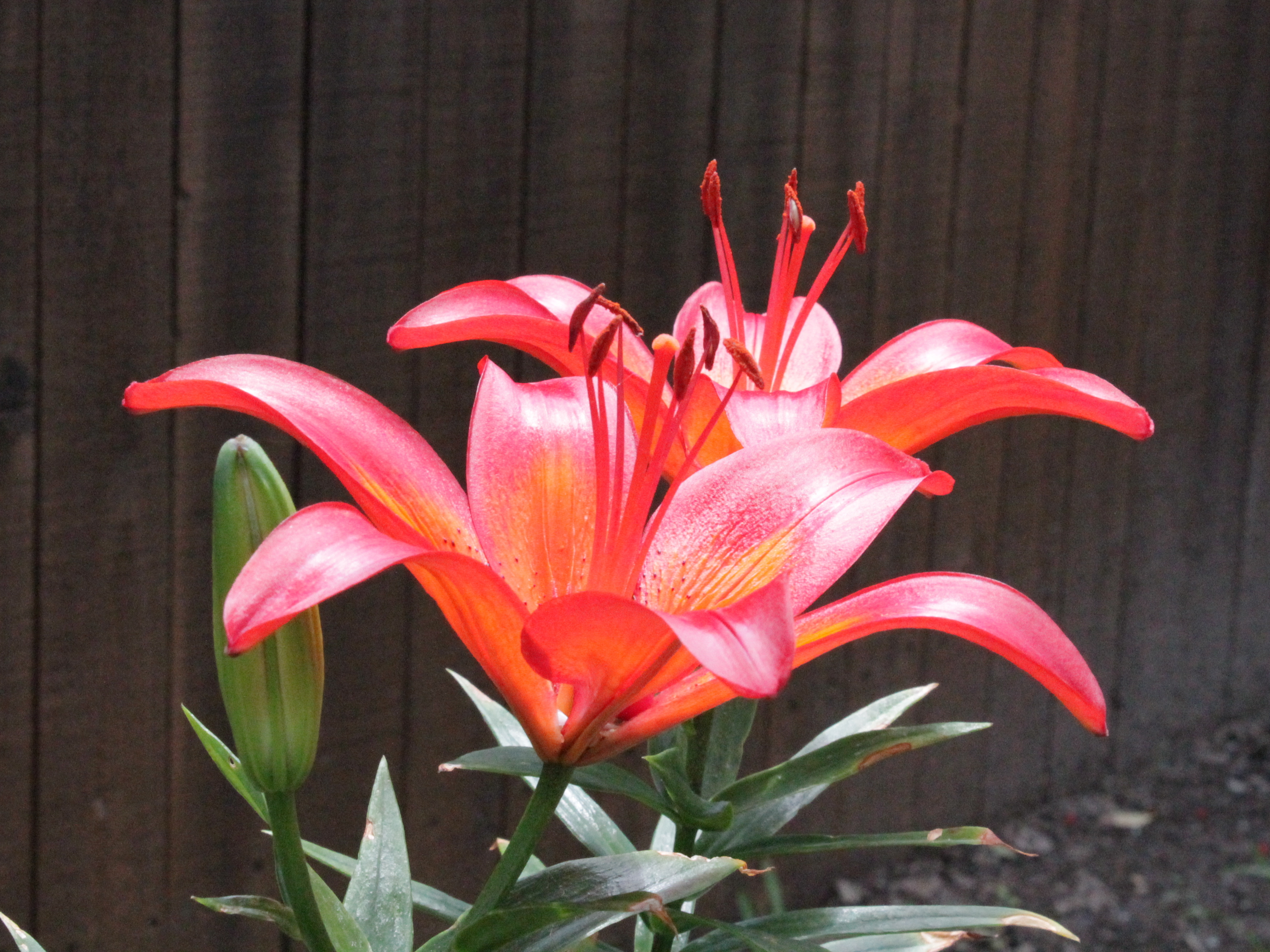
Lilium 'Matrix'
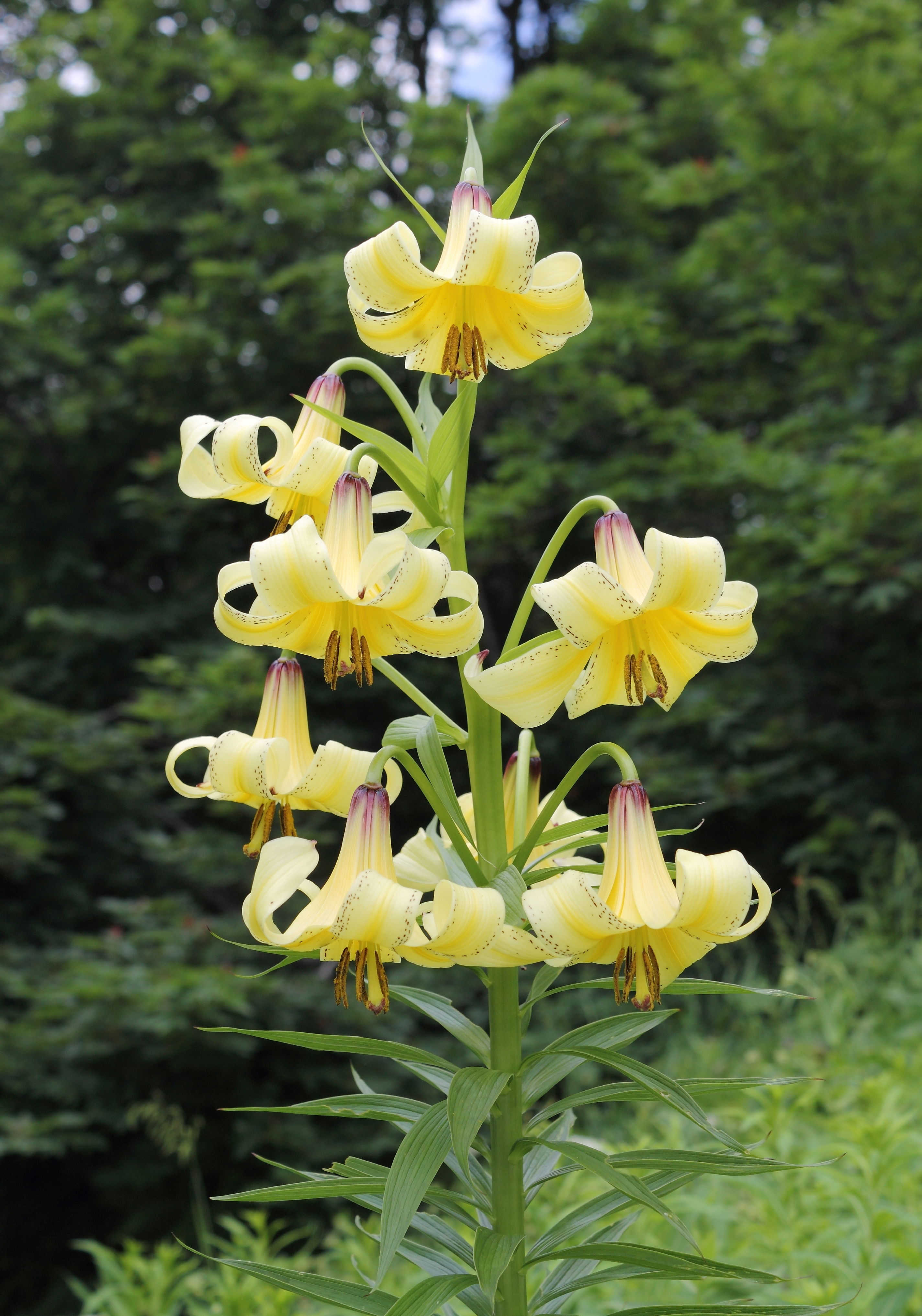
Лілія Кессельрінга